# Festiwal Kultury Słowiańskiej i Cysterskiej w Lądzie
Festiwal Kultury Słowiańskiej i Cysterskiej w Lądzie – festiwal, który co roku odbywa się w Lądzie, w parku przy Ośrodku Edukacji Przyrodniczej oraz w lądzkim klasztorze, gdzie organizatorzy przybliżają dorobek średniowiecznej Polski i Słowiańszczyzny. W ciągu dwóch dni prezentowane są dawne rzemiosła, pokazy uzbrojenia i walk, inscenizacje historyczne, koncerty muzyki dawnej, sceny z życia codziennego dawnych Słowian oraz zajęcia edukacyjne dla dzieci.

## Atrakcje

### Inscenizacje historyczne, turnieje i bitwy wojów

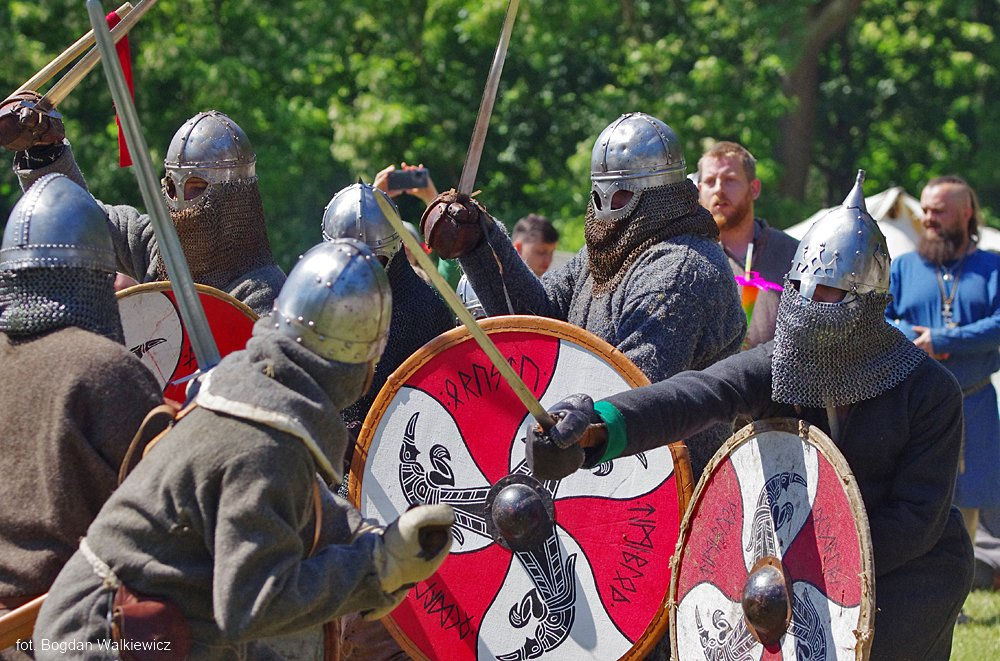
Rekonstrukcja bitwy wojów podczas festiwalu

Na festiwal przyjeżdżają grupy rekonstrukcyjne z całej Polski, które biorą udział w konkursach na najlepszą rekonstrukcję stroju, turniejach walk indywidualnych i grupowych oraz inscenizacjach historycznych wiecy i bitew wojów.

### Pokazy rzemieślnicze

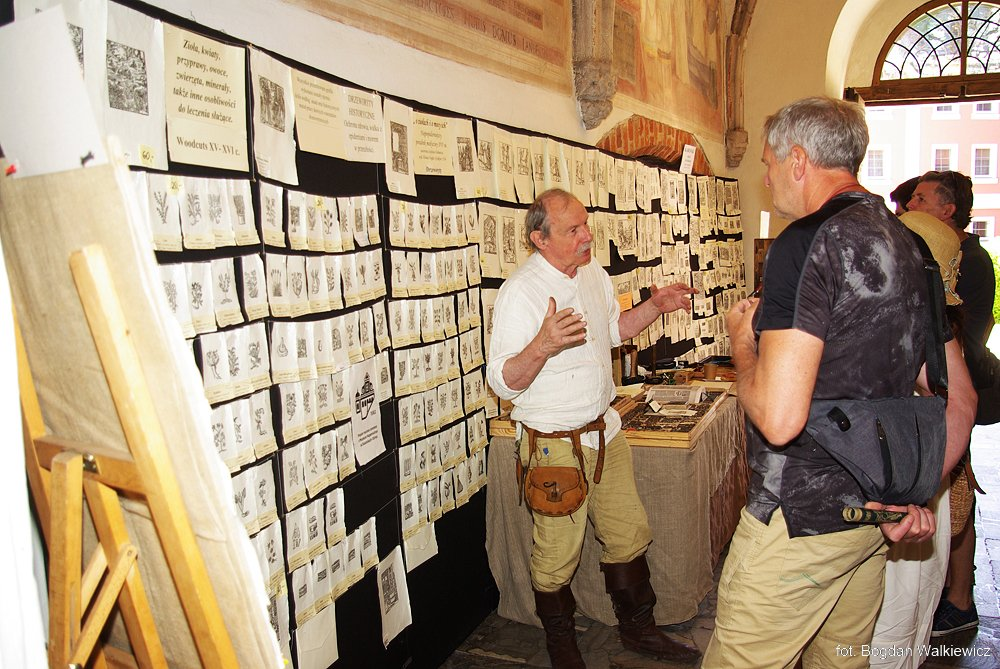
Pokaz dawnego druku na krużgankach klasztoru

Zaproszeni na festiwal rzemieślnicy przygotowują pokazy średniowiecznego: garncarstwa, hutnictwa, snycerstwa, farbiarstwa, dziegciarstwa, rybołówstwa i kowalstwa oraz dawnego  introligatorstwa i druku.

### Wystawy
W klasztornej galerii prezentowana jest wystawa zabytków archeologicznych przygotowywana przez Muzeum Archeologiczne w Poznaniu oraz wystawy posterowe o tematyce historycznej i przyrodniczej.

### Spektakle teatrów jarmarcznych
Podczas minionych edycji festiwalu zostały wystawione spektakle takich teatrów jak m.in.: "Teatr Ewolucji Cienia", "Teatr Rozrywki Trójkąt" i "Teatr Jarmarczny Cives Glogoviae 1253"

### Oprowadzanie z przewodnikiem
W trakcie festiwalu organizowana jest wycieczka przyrodniczo-archeologiczna na Rydlową Górę (stanowisko archeologiczne z pozostałościami grodu z X w.). Wielokrotnie w ciągu dnia można też skorzystać z oprowadzania po pocysterskim klasztorze.

### Atrakcje dla dzieci

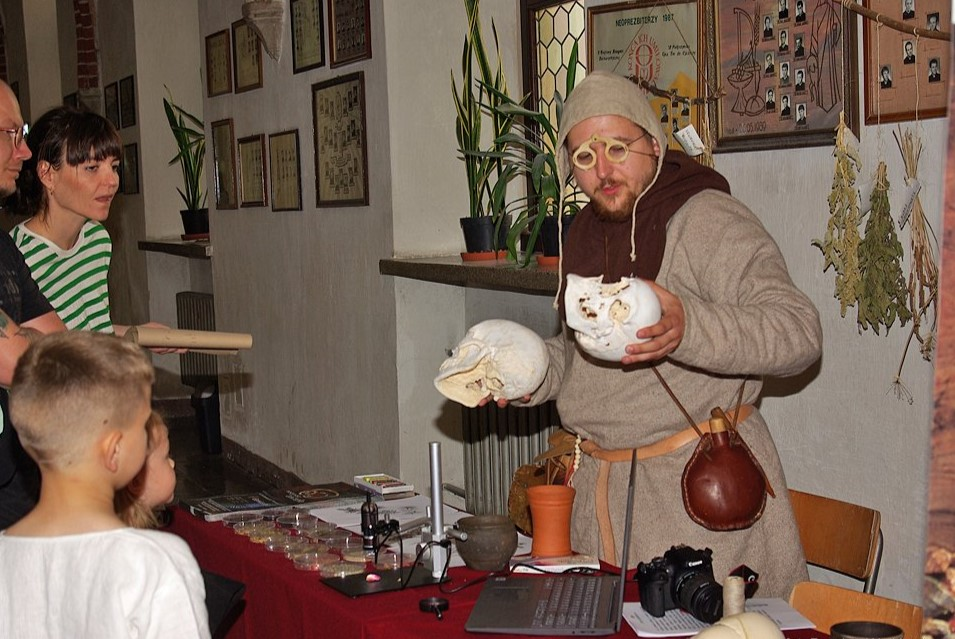
Warsztaty edukacyjne dla dzieci na krużgankach klasztoru

Na festiwalu zespół edukatorów z Muzeum Archeologicznego w Poznaniu prowadzi słowiański plac zabaw, archeologiczną piaskownicę, gry terenowe i warsztaty edukacyjne dla dzieci. Edukatorzy z Zespołu Parków Krajobrazowych Województwa Wielkopolskiego w Poznaniu prowadzą warsztaty przyrodnicze, przygotowują teatrzyki i zajęcia plastyczne.

### Koncerty
Na scenie w parku przy Ośrodku Edukacji Przyrodniczej oraz w przestrzeniach klasztornych odbywają się koncerty muzyki dawnej i tradycyjnej takich zespołów jak m.in.: Kwartet Jorgi, Żywiołak, Jerycho i Percival Schuttenbach.

### Wykłady popularnonaukowe

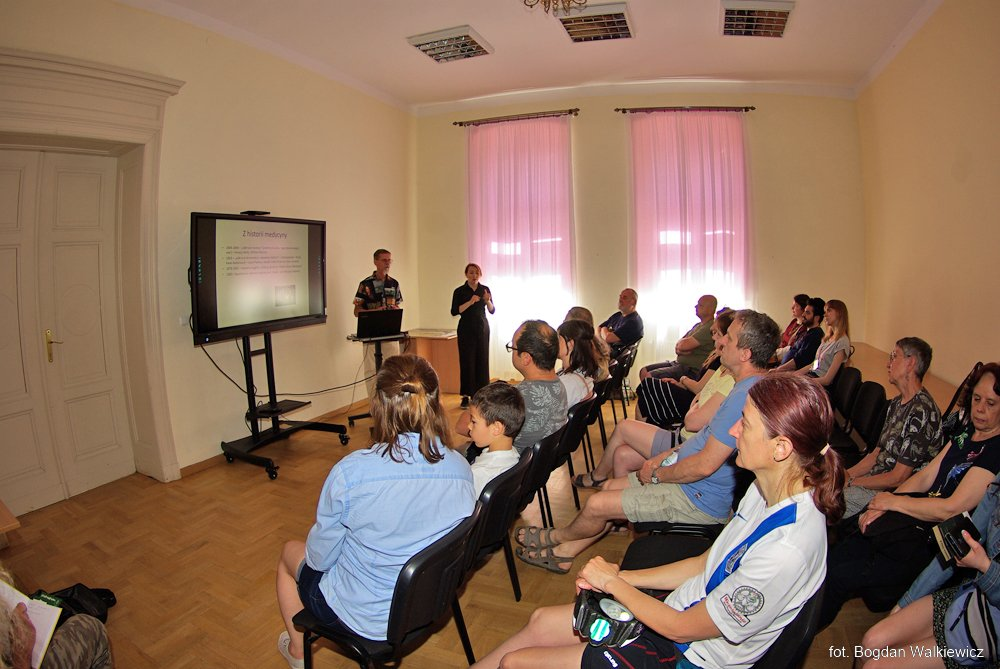
Wykład archeologiczny w sali konferencyjnej dworku w Lądzie

Podczas minionych edycji festiwalu odbyły się wykłady popularnonaukowe wygłoszone przez ekspertów z dziedziny archeologii, historii i nauk przyrodniczych, takich jak m.in.: Zofia Kurnatowska, Andrzej Wyrwa, Lech Leciejewicz, Jerzy Strzelczyk, Jerzy Kłoczowski, Wojciech Dzieduszycki, Mirosław Makohonienko, Tomasz Jurek, Józef Dobosz, Władysław Duczko, Iwona Sobkowiak-Tabaka, Jarosław Dumanowski, Mariola Tymochowicz, Anna Weronika Brzezińska, Przemysław Urbańczyk, Jacek Banaszkiewicz, Dariusz Sikorski i Hanna Kóčka-Krenz

## Historia

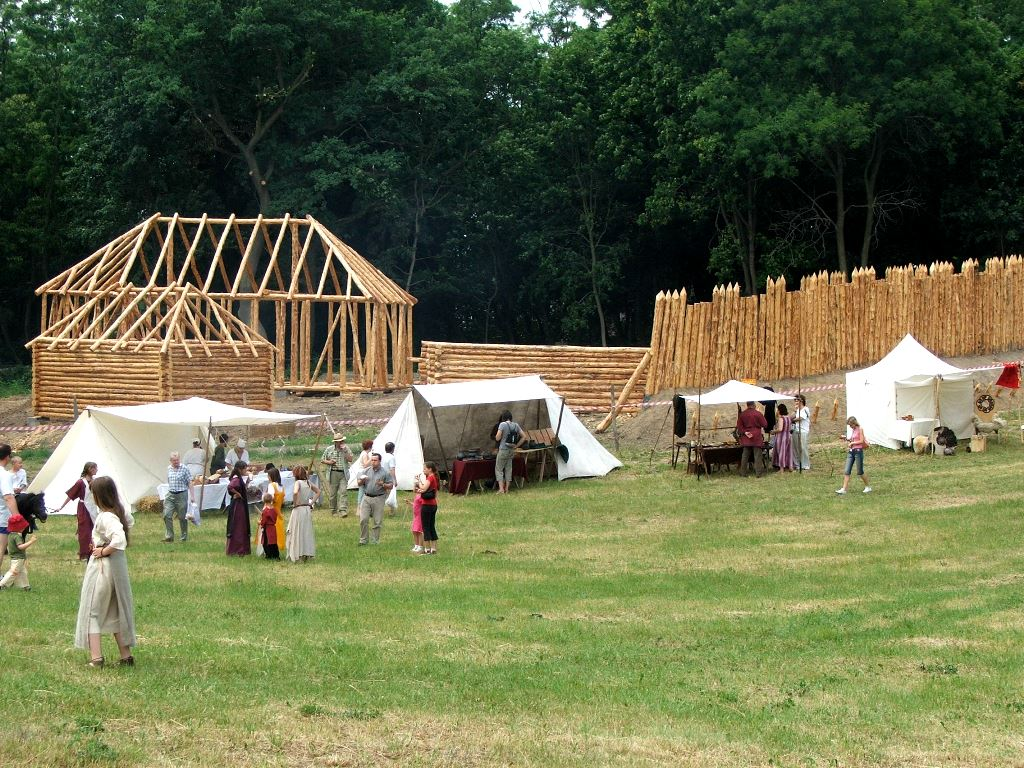
Wznoszenie rekonstrukcji grodu w Lądzie, 2006 rok

### Geneza festiwalu
W Lądzie nad Wartą znajdują się pozostałości grodu z X w., który był jednym z ośrodków monarchii wczesnopiastowskiej, oraz klasztor cystersów, zaliczany do najstarszych opactw tego zgromadzenia w Polsce. Dzięki tym dwóm ośrodkom Ląd nad Wartą przez kilkaset lat pozostawał centrum rozwoju życia politycznego, gospodarczego, religijnego i kulturalnego. Fakt ten zainspirował współpracę naukowców, muzealników, samorządowców oraz lokalnych aktywistów, która zaowocowała inicjatywą organizowania w Lądzie corocznych festiwali. Celem imprez o charakterze edukacyjnym i kulturalnym jest przypomnienie historii Lądu oraz dorobku średniowiecza.

### Hasła kolejnych edycji Festiwalu
- I edycja „Budujemy Gród i Klasztor w Lądzie” (25-26 VI 2005 roku)
- II edycja „Pielgrzymki i podróże” (24-25.VI 2006 roku)
- III edycja „Mnisi, wojownicy i rolnicy” (02-03 VI 2007 roku)
- IV edycja „Ludzie, las i wilki” (31 V - 1 VI 2008 roku)
- V edycja „Miłość, damy i rycerze” (6 VI - 7 VI 2009 roku)
- VI edycja, „Misje, kościoły i klasztory” (12 VI - 13 VI 2010 roku)
- VII edycja, „Ziemia, dom i goście” (18 VI - 19 VI 2011 roku)
- VIII edycja, „Królowie i biskupi” (2 VI - 3 VI 2012 roku)
- IX edycja, „Wioski i parafie” (8 VI - 9 VI 2013 roku)
- X edycja, „Targi, jarmarki i odpusty” (1 VI - 2 VI 2014 roku)
- XI edycja, „Ludzie i rzeki” (1 VI - 2 VI 2015 roku)
- XII edycja, „Święci i bohaterowie” (4 VI - 5 VI 2016 roku)
- XIII edycja, „Grody i miasta” (3 VI - 4 VI 2017 roku)
- XIV edycja, „Herby, rody i rodziny” (2 VI - 3 VI 2018 roku)
- XV edycja, „Władza, kraj i ludzie” (1 VI - 2 VI 2019 roku)
- XVI edycja, „Tradycja i nowoczesność” (5 VI - 6 VI 2020 roku, on-line)
- XVII edycja, „Dzieła, twórcy i fundatorzy” (5 VI - 6 VI 2021 roku, on-line)
- XVIII edycja, „Plagi i medycyna” (1 VI - 2 VI 2022 roku)
- XIX edycja, „Legendy i źródła” (3 VI - 4 VI 2023 roku)
- XX edycja, „Święta i posty” (1 VI - 2 VI 2024 roku)[3]

## Organizatorzy
Aktualni organizatorzy:
- Starostwo Powiatowe w Słupcy
- Muzeum Archeologiczne w Poznaniu
- Urząd Gminy w Lądku
- Wyższe Seminarium Duchowne Towarzystwa Salezjańskiego w Lądzie
- Zespół Parków Krajobrazowych Województwa Wielkopolskiego w Poznaniu

Instytucje organizujące festiwal w przeszłości:
- Stowarzyszenie Naukowe Archeologów Polskich Oddział w Poznaniu
- Urząd Miasta i Gminy w Zagórowie
- Fundacja „Patrimonium”
- Stowarzyszenie „Unia Nadwarciańska”
- Towarzystwo Przyjaciół Lądu i Ziemi Nadwarciańskiej
- Drużyna Słowiańska „Warcianie”[4]

## Nagrody i wyróżnienia
- wyróżnienie w konkursie na Najciekawsze Wydarzenie Muzealne Roku Izabella 2005 w kategorii „Edukacja”
- I nagroda w V edycji konkursu Najlepszy Obiekt Turystyki Aktywnej w Wielkopolsce 2006
- I nagroda w kategorii „Działalność Edukacyjna, Promocyjna i Marketingowa” konkursu Wydarzenie Muzealne Roku 2007 w Wielkopolsce – Izabella[5]

## Galeria

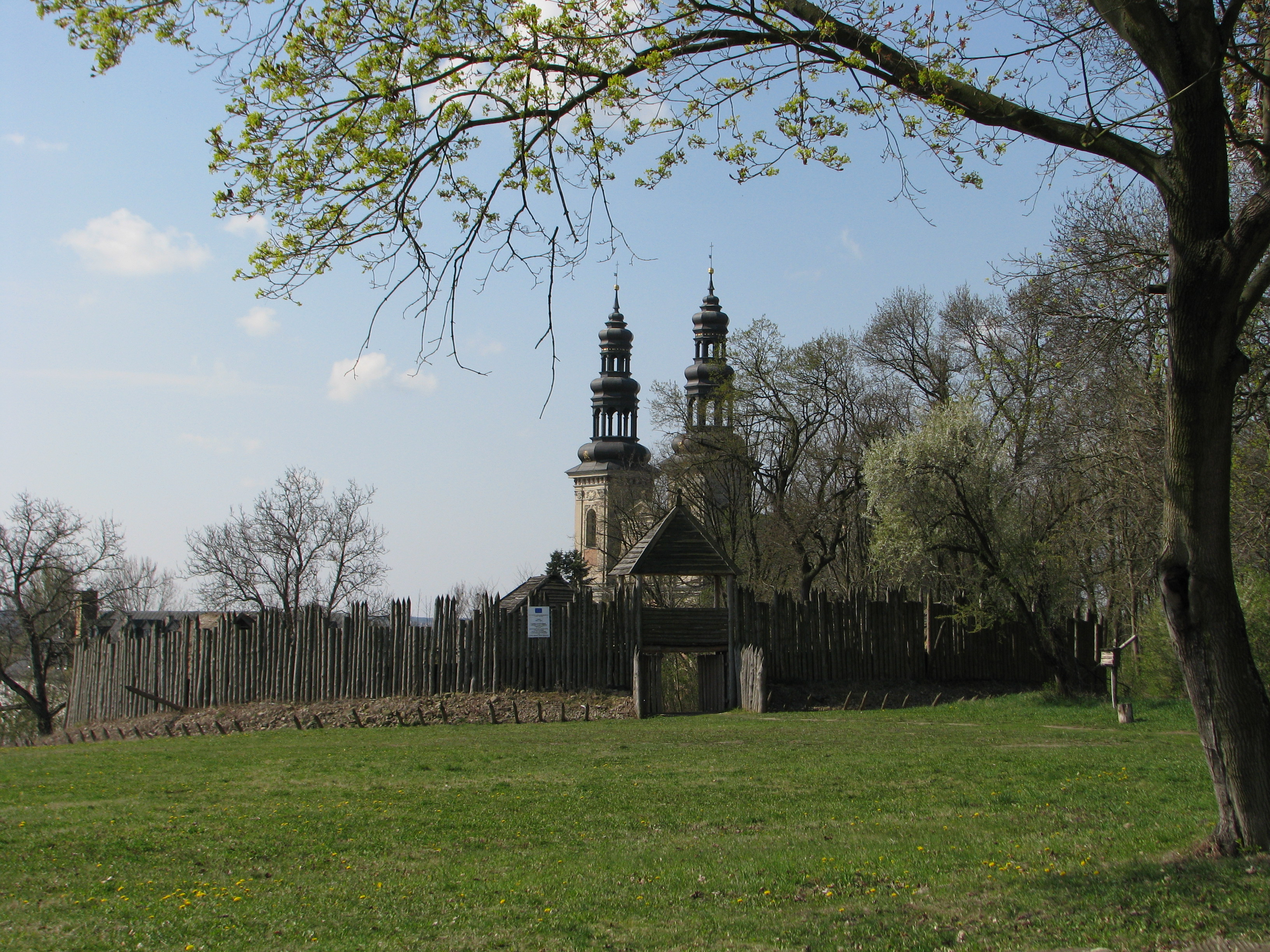
Gród Słowiański w Lądzie nad Wartą (rekonstrukcja została rozebrana w 2019 roku)
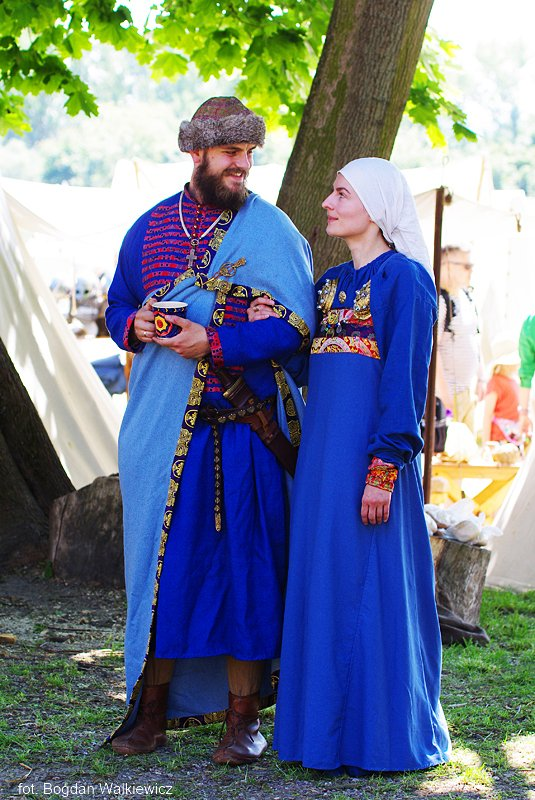
Konkurs na najlepszą rekonstrukcję stroju historycznego
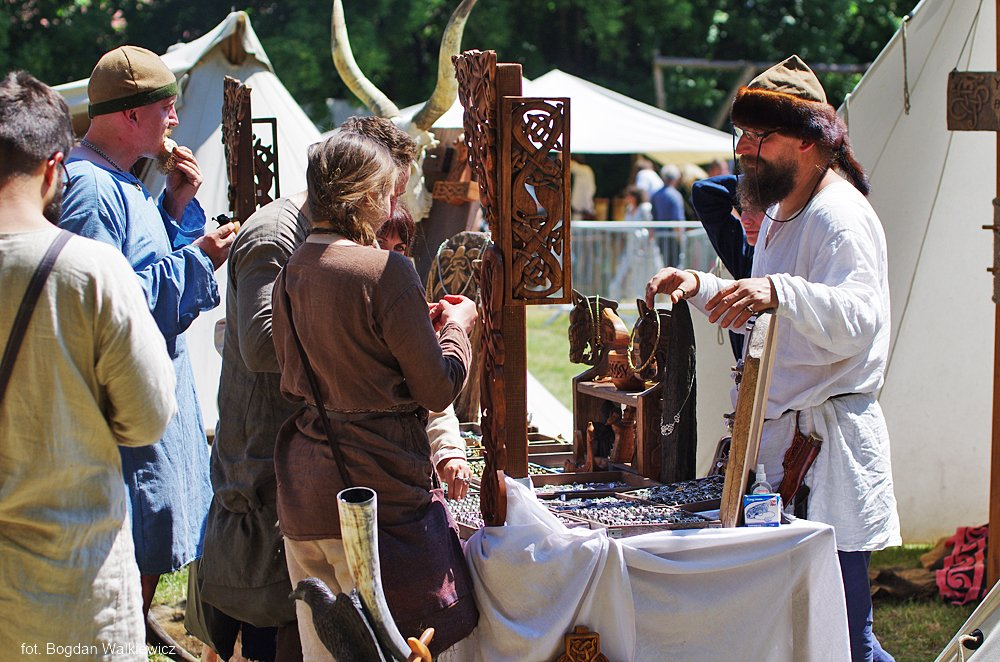
Kramy artystów i rzemieślników
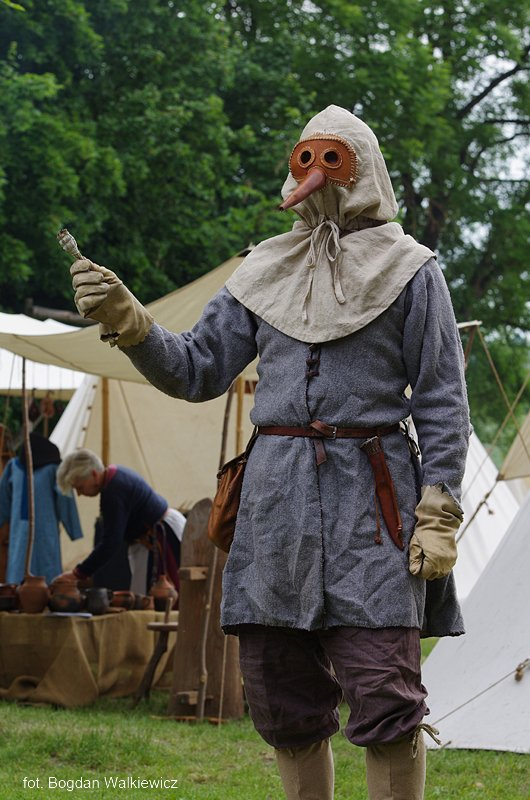
Pokaz medycyny dawnej
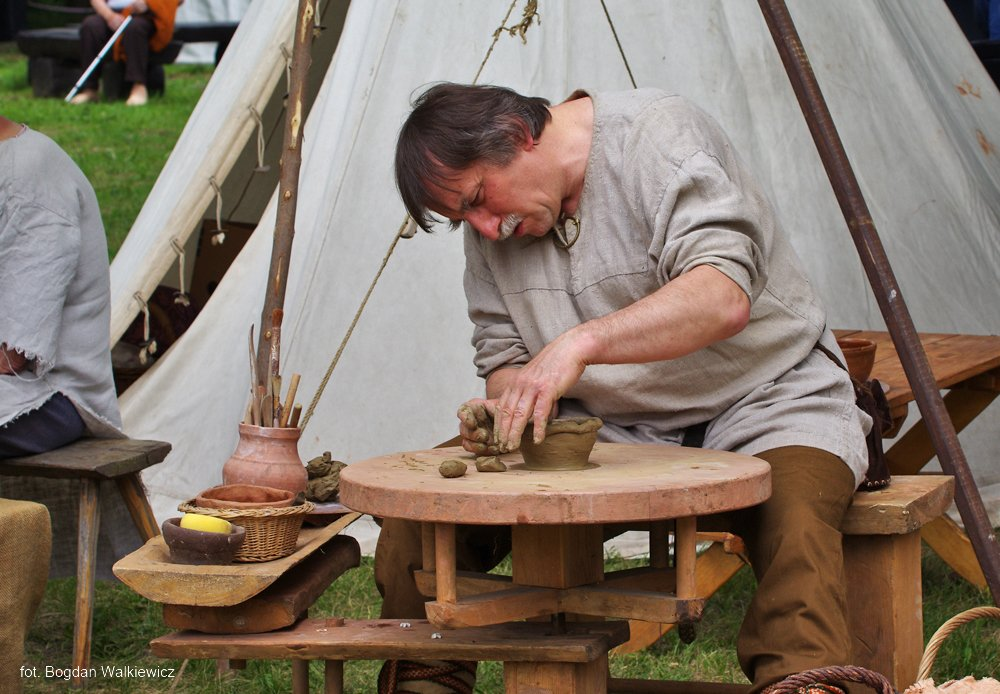
Pokaz garncarstwa średniowiecznego